# Csicsómihályfalva község
Csicsómihályfalva község (románul: Comuna Ciceu-Mihăiești) község Beszterce-Naszód megyében, Romániában. Központja Csicsómihályfalva, beosztott falvai Csicsóújfalu, Lábfalva.

## Népessége
A 2011-es népszámlálás adatai alapján a község népessége 1286 fő volt.